# Ksenia Rappoport
Pour les articles homonymes, voir Rappoport.
Ksenia Alexandrovna Rappoport (en russe : Ксе́ния Алекса́ндровна Раппопо́рт) est une actrice russe de théâtre, de cinéma et de doublage née le 25 mars 1974 en URSS à Léningrad (actuel Saint-Pétersbourg, Russie). Elle est artiste du peuple de la fédération de Russie depuis 2015.

## Biographie
Elle est née dans la famille de l'architecte Alexandre Pavlovitch Rappoport (né en 1944) et de l'ingénieur Irina Borisovna Griner (née en 1945), diplômée de la faculté d'électrotechnique et d'automatisation de l'Institut électrotechnique de Leningrad (ru) (1967). Elle est aussi la petite-fille de l'éminent historien de l'architecture russe ancienne Pavel Alexandrovitch Rappoport et de l'archéologue Evgenia Grigorievna Cheinina. Elle a grandi dans leur appartement au no 7 de la troisième rue Sovetskaïa (ru).
Elle étudie le français au lycée no 155 de Leningrad, pratique la musique et le sport et, au lycée, elle affectionne le théâtre de marionnettes.

### Années 1990
En 1991, après avoir obtenu son diplôme de fin d'études secondaires, elle entre à l'Institut d'État russe des arts de la scène (SPbGATI), où elle suit le cours d'art dramatique de V. M. Filchtinski (ru). Elle interrompt ses études quatre fois, doutant de sa vocation. En 2000, elle obtient son diplôme et est invitée à rejoindre le groupe de stagiaires du Maly Drama Théâtre (MDT) de Saint-Pétersbourg. Ksenia fait ses débuts dans ce théâtre en interprétant le rôle de Nina Zarechnaya dans la pièce La Mouette, d'après la pièce éponyme de Tchekhov, mise en scène par Lev Dodine en 2001. L'actrice joue également une jeune fille dans Claustrophobie du MDT, Elena Andreyevna dans Oncle Vania (prix Sofit d'or 2003 de la meilleure actrice) et Sofia dans La pièce sans titre mise en scène par Lev Dodin au MDT, Jocaste dans Œdipe roi, Béatrice dans Arlequin valet de deux maîtres et Ismène dans Antigone au Théâtre Liteiny (ru).
Elle fait ses débuts au cinéma à l'âge de seize ans dans un apparition dans le long métrage Vade Retro ! (1991), dont le tournage a influencé la décision de Xenia de devenir actrice. La même année, elle interprète Kristina dans le film Russkaia nevesta de Guennadi Solovski. Elle joue ensuite les rôles de Maria dans le film américano-britannique Anna Karénine (1997) avec Sophie Marceau, d'Elena dans Les Fleurs de calendula (ru) (1998) et de Natusi dans Platchou vperyod! (2001).

### Années 2000

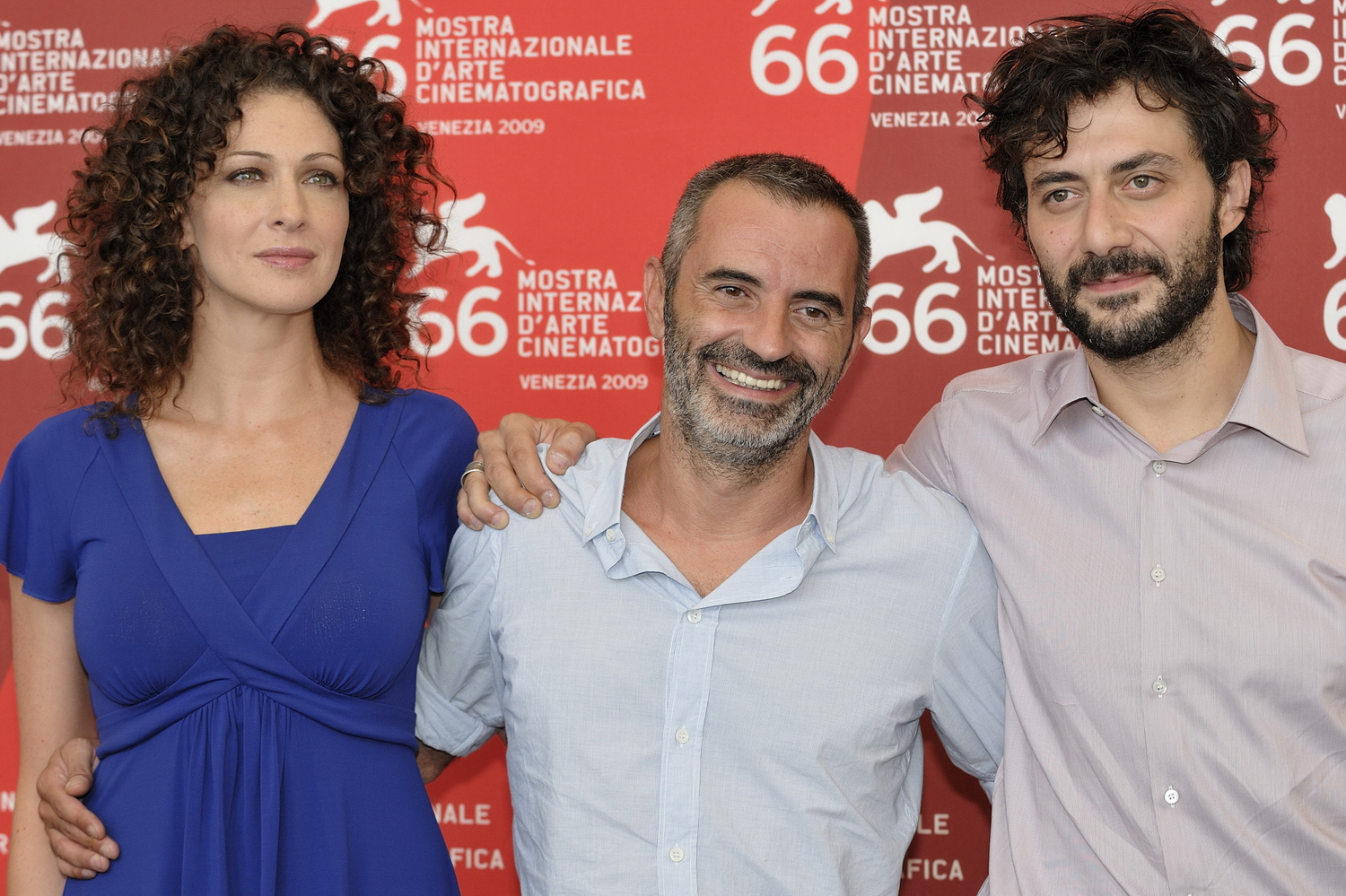
Ksenia Rappoport, Giuseppe Capotondi et Filippo Timi à la Mostra de Venise 2009, le 10 septembre 2009.

Au cours des années 2000, l'actrice a joué dans les séries télévisées Banditskiy Peterburg: Krakh Antibiotik (ru) (2001), Le Déclin de l'empire (ru) (2005), Likvidatsia (ru) (2007), le téléfilm Le Temps d'aimer (2002) de Viktor Boutourline ou le film Le Cavalier de la mort (ru) (2004) de Karen Chakhnazarov entre autres.
En 2004, elle figure dans un téléfilm français tourné à Saint-Pétersbourg, Sissi, l'impératrice rebelle, réalisé par Jean-Daniel Verhaeghe et mettant en vedette Arielle Dombasle dans le rôle de Sissi. Rappoport y incarne quant à elle Marie Festetics.
En 2006, l'actrice joue le rôle principal dans le film du réalisateur italien Giuseppe Tornatore L’Inconnue, dans lequel elle incarne une ex-prostituée ukrainienne en cavale dans le nord de l'Italie. Dans le film, elle donne la réplique à Michele Placido, Claudia Gerini et Pierfrancesco Favino. Sa prestation lui vaut en 2007 le David di Donatello de la meilleure actrice.
En 2008, elle a animé les cérémonies d'ouverture et de clôture de la Mostra de Venise 2008. Pour son rôle de Lioubov Pavlovna dans le drame Jour sans fin à Youriev (2008) réalisé par Kirill Serebrennikov, elle reçoit le prix de la meilleure actrice à Kinotavr. Pour ce rôle, l'actrice a également reçu l'Éléphant blanc de la meilleure actrice de 2008 décerné par la Guilde russe des critiques de cinéma. La même année, elle joue aux côtés de Pierfrancesco Favino et Monica Bellucci dans L'uomo che ama de Maria Sole Tognazzi.
En 2009, lors de la cérémonie de remise de l'Aigle d'or, elle remporte deux prix, d'une part elle est consacrée Meilleure actrice de cinéma (pour son rôle dans le film Jour sans fin à Youriev) et Meilleure actrice de télévision (pour son rôle dans la série télévisée Likvidatsia (ru) réalisée par Sergueï Oursouliak). Dans la série télévisée Issaïev (ru) réalisée par Sergueï Oursouliak, l'actrice joue le rôle de la chanteuse de restaurant Lydia Bosset, un agent des services secrets russes, la tentatrice du jeune Stierlitz.
Le 26 mai 2009, Ksenia Rappoport s'est vu décerner le Premio Simpatia à Rome, fondé en 1971 par le journaliste italien et spécialiste de l'histoire romaine Domenico Pertica, pour son activité civique exceptionnelle. Lors de la XXXIXe cérémonie de remise des prix, l'actrice a reçu une statuette "Rose de bronze" ("Rosa" in bronzo) du sculpteur italien Assen Peikov dans la salle de la protomothèque du palais sénatorial du Capitole,.
Le 12 septembre 2009, pour son rôle de Sonia dans le long métrage italien L'Heure du crime réalisé par Giuseppe Capotondi aux côtés d'Antonia Truppo, Filippo Timi et Giorgio Colangeli, elle remporte le Coupe Volpi de la meilleure interprétation féminine à la 66e Mostra de Venise.
Le 11 décembre 2009, Rappoport a reçu le titre honorifique d'Artiste honoré de la fédération de Russie « pour services rendus dans le domaine de l'art ».

### Années 2010

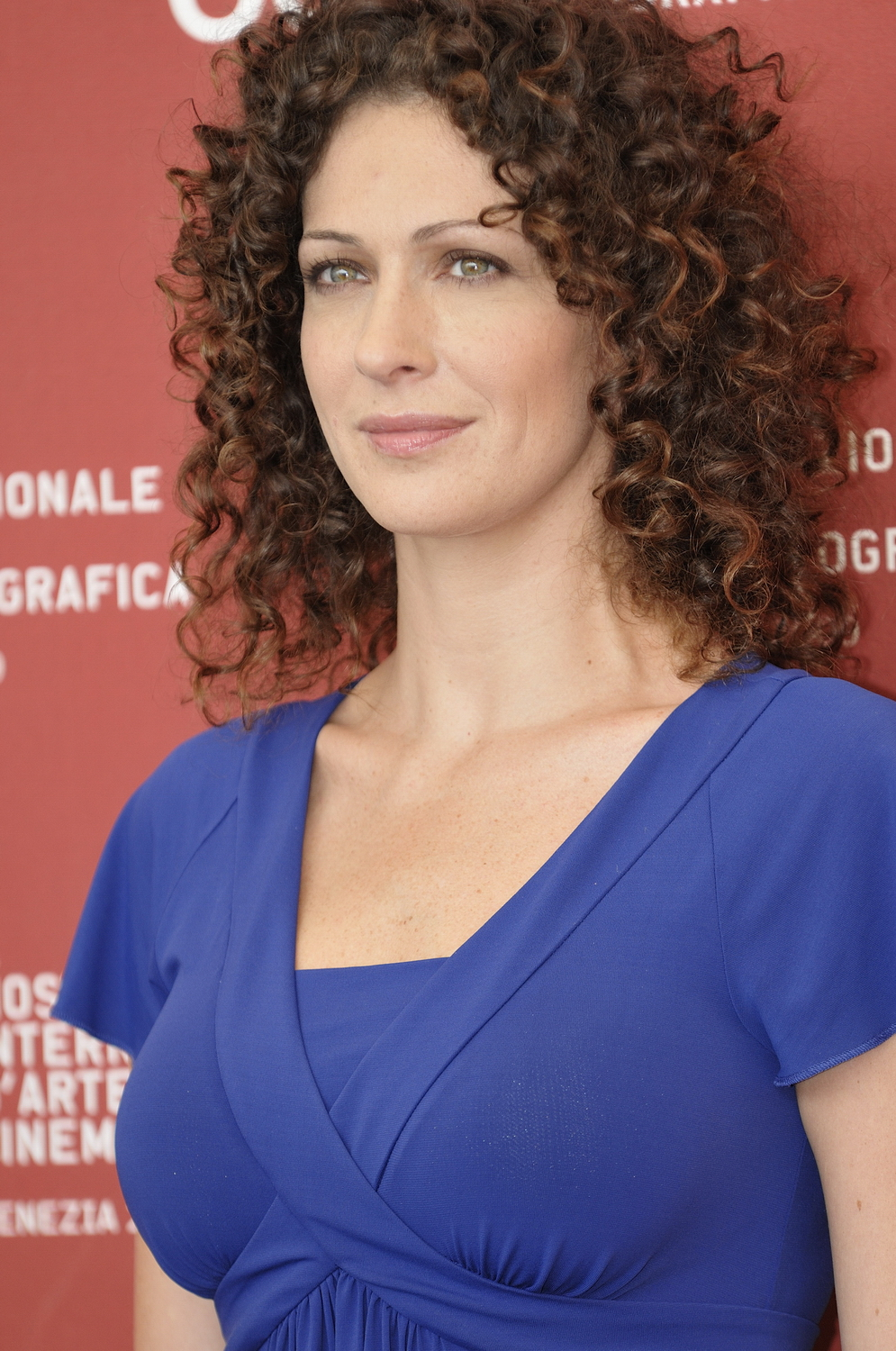
Ksenia Rappoport à la Mostra de Venise 2009.

En 2011, elle joue dans la série télévisée La Garde blanche (ru) de Sergueï Snejkine (ru) aux côtés de Constantin Khabenski, Ianina Stoudilina et Mikhaïl Poretchenkov et dans le téléfilm Raspoutine de Josée Dayan, aux côtés de Gérard Depardieu et Fanny Ardant, un film qui clôture le Festival international du film de Moscou 2013.
Le 27 janvier 2012, pour son rôle de Maria Ilinitchna dans le mélodrame Deux Jours (2011) réalisé par Avdotia Smirnova aux côtés d'Irina Rozanova, elle a remporté l'Aigle d'or de la meilleure actrice de cinéma.
Le 27 juin, lors du 58e Festival du film de Taormine (Sicile, Italie), Ksenia Rappoport reçoit le prix spécial Lion d'or créé par la province de Messine pour son rôle dans le long métrage Jour sans fin à Youriev (2008) réalisé par Kirill Serebrennikov.
Le 29 juin 2013, lors du 35e Festival international du film de Moscou, elle reçoit un prix spécial « Pour la conquête des sommets du jeu d'acteur et la fidélité aux principes de l'école de Stanislavski ». Lors de la cérémonie de clôture du festival, qui s'est tenue au théâtre Rossiya (ru), le prix a été remis à l'actrice par le caméraman Vadim Ioussov. En juillet 2013, elle est membre du jury du programme Orizzonti de la 70e Mostra de Venise, qui évalue des longs métrages et des documentaires représentant de nouvelles tendances dans le développement du cinéma. Dans la catégorie meilleur rôle féminin, elle a reçu le prix Stanislavsky (saison théâtrale 2012-2013) du Festival international de théâtre « Saison Stanislavsky » pour le rôle de Lady Milford dans la pièce Trahison et amour (Коварство и любовь) mise en scène par Lev Dodine (Maly Drama Théâtre).
Le 31 janvier 2014, elle remporte le prix de l'actrice indépendante de Saint-Pétersbourg, qui porte le nom de Vladislav Strzelczyk, dans la catégorie Acteur de théâtre et de cinéma,.
En mai 2014, elle reçoit le prix « Top 50 des plus grandes célébrités de St. Petersbourg » dans la catégorie « Théâtre » pour son travail actif au sein du conseil d'administration du fonds de charité B.E.L.A. Enfants papillons (Б. Э. Л. А. Дети-бабочки) et le rôle de Ranevskaïa dans La Cerisaie de Lev Dodine.
Le 7 septembre, lors du 12e festival du cinéma russe « Moscou Première », elle reçoit le prix Natalia Goundareva de la meilleure actrice (pour le film Il n'y aura pas d'hiver réalisé par Ilia Demitchev).
En mai 2016, « pour sa contribution exceptionnelle aux relations entre l'Italie et la Fédération de Russie dans le domaine cinématographique », l'actrice a reçu une distinction honorifique de la République italienne - Chevalier de l'Ordre de l'Étoile d'Italie. La cérémonie de remise des prix a eu lieu le 19 mai 2016 à Moscou, à l'ambassade d'Italie en Russie. En remettant la récompense à l'actrice, l'ambassadeur extraordinaire et plénipotentiaire de la République italienne en Russie Cesare Maria Ragaglini a noté :

« Ksenia Rappoport est l'une des personnes qui incarnent le mieux la coopération entre la Russie et l'Italie dans le domaine du cinéma. Je pense qu'elle réussit à faire la jonction entre nos deux pays avec beaucoup de succès. Elle n'est pas seulement votre actrice, mais aussi la nôtre. C'est pourquoi nous sommes aujourd'hui très fiers et heureux de lui remettre un ordre honorable. D'autant plus qu'il n'a pas été facile d'obtenir son accord pour participer à cette cérémonie. »

Le 17 mai 2017, elle reçoit le prix de la meilleure actrice au XXVe Festival panrusse du film « Vivat, le cinéma russe » à Saint-Pétersbourg pour son rôle dans le long métrage La Dame de pique (2016) de Pavel Lounguine. C'est également en 2017 qu'elle débute dans la réalisation avec Adieu, mon chéri !, un court-métrage de 8 minutes. L'année suivante, elle retrouve Pavel Lounguine pour le film Esau, une adaptation du roman Le baiser d'Esaü de l'écrivain israélien Meir Shalev paru en 1991.
Elle joue en 2018 pour la première fois avec sa fille Aglaia Tarassova (ru) dans le film La Glace d'Oleg Trofime. Dans le film, sa fille a le rôle principale de la patineuse Nadia, et elle joue sa mère.

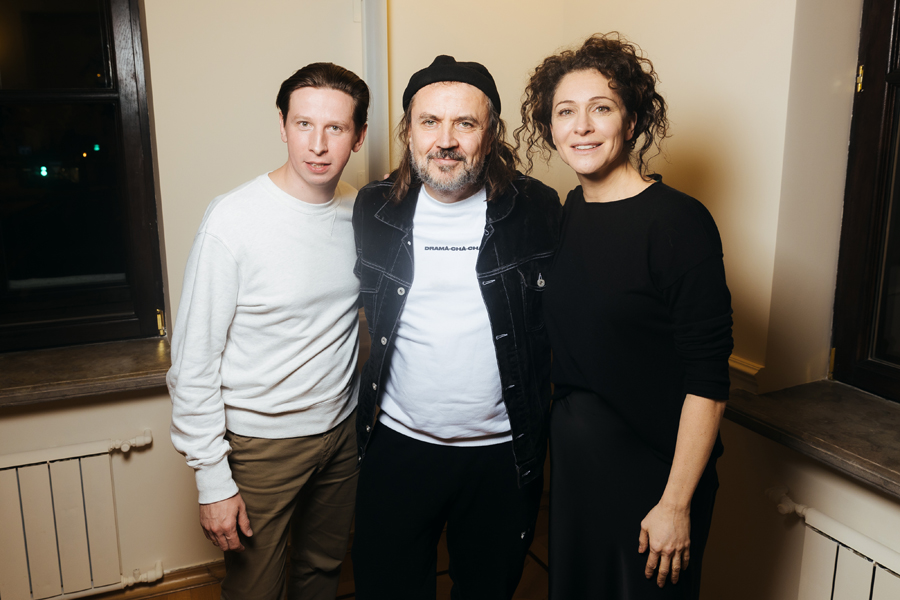
, Oskaras Koršunovas et Ksenia Rappoport au Masque d'or 2021 à Saint-Pétersbourg.

### Années 2020
Elle débute la décennie à l'affiche du poliziottesco italien Calibro 9, la suite du film italien à succès Milan calibre 9 (Milano calibro 9) de Fernando Di Leo sorti en 1972.
Dans Maman, je suis à la maison, elle interprète une conductrice de bus de Kabardino-Balkarie qui apprend que son fils est allé se battre en Syrie et qui fait tout pour le ramener à la maison.
En 2021, elle interprète dans le film À courte distance (ru) une actrice à succès, Inga Griner, qui accepte de loger un migrant chez elle.
L'année suivante, elle joue dans Eux d'Elena Khazanova, qui relate du harcèlement moral au sein d'une famille ; mais le film ne reçoit pas de visa d'exploitation et ne sera pas distribué sur les écrans russes. Selon Joël Chapron du Monde, il s'agit d'un exemple manifeste de censure gouvernementale qui se multiplie depuis quelques années.
En 2023, elle est à l'affiche de À nous et à vous ! d'Andreï Smirnov, un film dont l'intrigue se déroule en 1952 à Moscou au sein de la famille Petkevitch, confrontée à des manifestations d'antisémitisme et à la terreur stalinienne. Elle enchaîne avec le film Unité de Montevideo de Tatiana Lioutaeva (ru), un drame sur un médecin qui va devoir surmonter un traumatisme pour s'occuper de sa fille.
Elle joue dans le film italien L'ordine del tempo de Liliana Cavani, qui est présenté hors compétition à la Mostra de Venise 2023. Elle figure également au générique de Bateau volant (ru) (Летучий корабль) d'Ilia Outchitel prévu pour janvier 2024, un remake du dessin animé homonyme (ru) de Garri Bardine sorti en 1979.

### Activités caritatives
Elle est à la tête du conseil d'administration de la fondation caritative B.E.L.A. Enfants papillons (Б. Э. Л. А. Дети-бабочки), qui apporte une aide complète aux enfants atteints d'une maladie génétique rare, l'épidermolyse bulleuse (EB). Ces enfants sont appelés « papillons », leur peau sensible étant métaphoriquement comparée à l'aile d'un papillon,,.
Jusqu'au 15 décembre 2022, elle siège au conseil d'administration de l'organisation caritative publique le Cercle de la bonté (ru) (Круг добра), un des fonds extrabudgétaires de l'État destinés à soutenir les enfants atteints de maladies chroniques et potentiellement mortelles, y compris les maladies rares (orphelines).

### Vie privée
Le père de Rappoport est juif et elle déclare qu'elle n'a jamais caché son origine juive.
Rappoport se marie à l'homme d'affaires russe Viktor Tarasov (divorcé). Leur fille est l'actrice Aglaia Tarassova (ru), née le 18 avril 1994, également actrice de cinéma. Elle épouse ensuite l'acteur, réalisateur et producteur de films Iouri Kolokolnikov, avec qui elle a eu une fille, Sofia, née en janvier 2011.
Ksenia Rappoport s'est ensuite mariée au restaurateur Dmitri Borisov. Début 2016, elle a rendu public ce mariage qui s'était déroulé en privé quelque temps auparavant. Ils sont divorcés depuis mai 2019.
En février 2022, elle se prononcée contre l'invasion de l'Ukraine par la Russie.
Elle habite à Saint-Pétersbourg et passe une grande partie de sa vie en Italie. Elle parle couramment le français, l'italien et l'anglais.

## Filmographie

### Actrice de cinéma
- 1991 : Vade Retro! (Изыди!) de Dmitri Astrakhan (ru) : Sima
- 1994 : Russkaia nevesta (Русская невеста) de Guennadi Solovski : Kristina
- 1997 : Anna Karénine (Anna Karenina) de Bernard Rose : Marie
- 1998 : Les Fleurs de calendula (ru) (Цветы календулы) de Sergueï Snejkine (ru) : Elena
- 2001 : Platchou vperyod! (Плачу вперёд!) de Viktor Titov : Natoussia, actrice débutante
- 2004 : Le Cavalier de la mort (ru) (Всадник по имени смерть) de Karen Chakhnazarov : Erna
- 2006 : L’Inconnue (La sconosciuta) de Giuseppe Tornatore : Irina
- 2008 : La Balançoire (ru) (Качели) d'Anton Sivers : Inna Maximovna
- 2008 : Jour sans fin à Youriev (Юрьев день) de Kirill Serebrennikov : Lioubov
- 2008 : L'uomo che ama de Maria Sole Tognazzi : Sara
- 2009 : Italians (it) de Giovanni Veronesi : Vera
- 2009 : L'Heure du crime (La doppia ora) de Giuseppe Capotondi : Sonia
- 2009 : Le Nombre d'or (Золотое сечение) de Sergueï Debijev : Marie
- 2011 : Le Roman de ma femme de Djamshed Usmonov : la femme d'Amro
- 2011 : Deux Jours (Два дня) d'Avdotia Smirnova : Maria
- 2014 : Noi 4 de Francesco Bruni : Lara
- 2014 : La Forêt de glace (La foresta di ghiaccio) de Claudio Noce (it) : Lana
- 2014 : Le Garçon invisible (Il ragazzo invisibile) de Gabriele Salvatores : Elena
- 2016 : La Dame de pique (Дама Пик) de Pavel Lounguine : Sofia
- 2018 : La Glace (Лёд) d'Oleg Trofime : la mère de Nadia
- 2018 : Le Garçon invisible : Deuxième génération (Il ragazzo invisibile - Seconda generazione) de Gabriele Salvatores : Elena
- 2019 : Esau (Эсав) de Pavel Lounguine : Cheznous
- 2019 : Odessa (Одесса) de Valeri Todorovski : Laura
- 2020 : Calibro 9 de Toni D'Angelo (it) : Alma
- 2021 : Maman, je suis à la maison (Мама, я дома) de Vladimir Bitokov : Tonia
- 2021 : À courte distance (ru) (На близком расстоянии) de Grigori Dobryguine : Inga Griner
- 2022 : Eux (Они) d'Elena Khazanova
- 2022 : Jeanne (Жанна) de Konstanti Statski : Jeanne
- 2023 : À nous et à vous ! (За нас с вами) d'Andreï Smirnov : Zine Lourie
- 2023 : Unité de Montevideo (Единица Монтевидео) de Tatiana Lioutaeva (ru)
- 2023 : L'ordine del tempo de Liliana Cavani
- 2024 : Le Bateau volant (ru) (Летучий корабль) d'Ilia Outchitel

### Actrice de télévision

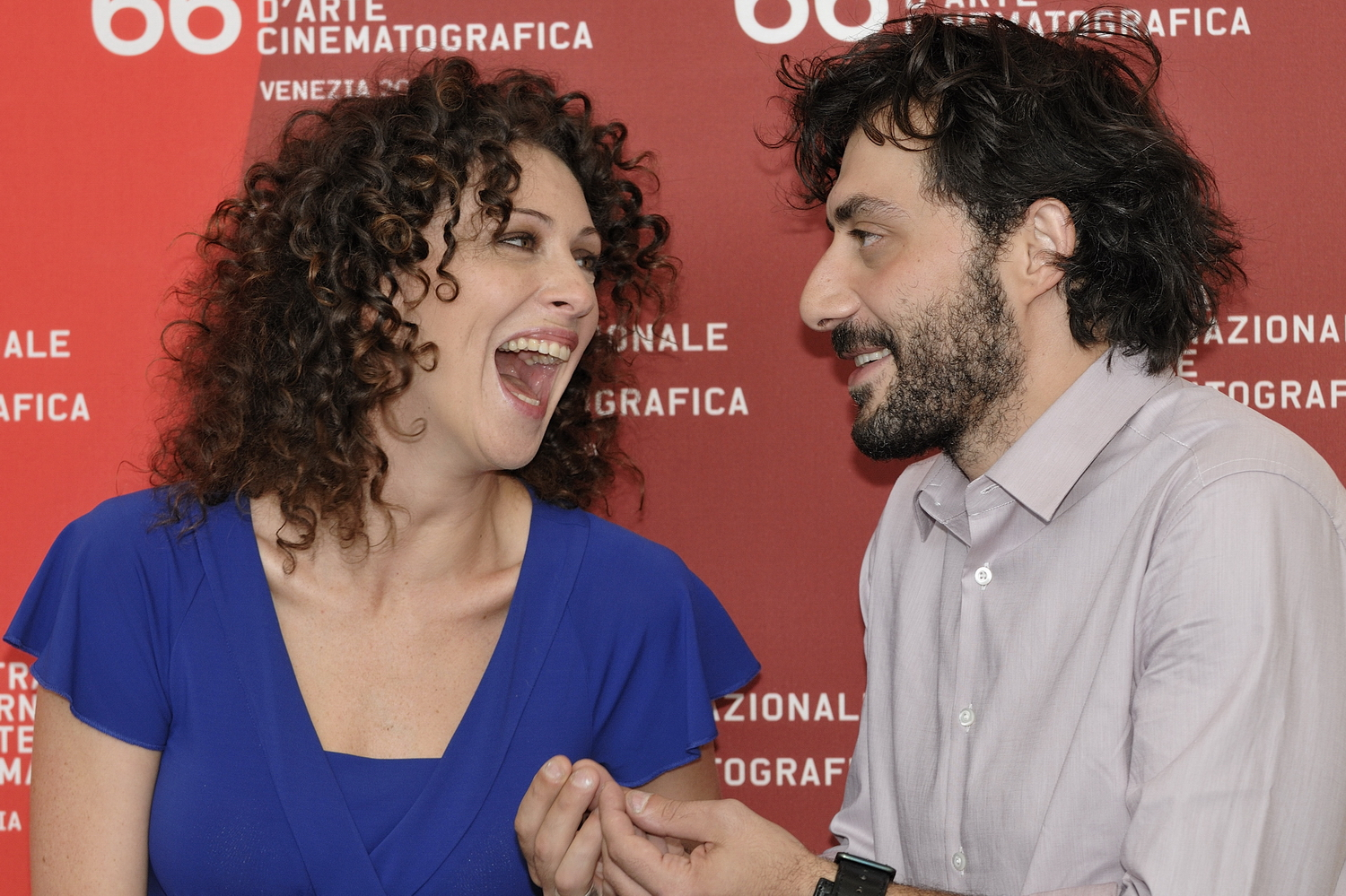
Ksenia Rappoport et Filippo Timi à la Mostra de Venise 2009.

- 2001 : Banditskiy Peterburg: Krakh Antibiotik (ru) (Бандитский Петербург. Фильм 3. Крах Антибиотика) : Rahil Dallet
- 2002 : Po imeni Baron : Debora
- 2003 : Nevestka
- 2004 : Sissi, l'impératrice rebelle de Jean-Daniel Verhaeghe : Marie Festetics
- 2005 : Le Déclin de l'empire (ru) (Гибель империи) : Alina Gorskaïa
- 2005 : Ved kongens bord : Natalia Rosenberg, nestleder
- 2005 : Essénine : Galina Benislavskaïa
- 2007 : Likvidatsia (ru) (Ликвидация) : Ida
- 2008 : Issaïev (ru) (Исаев)
- 2011 : Raspoutine de Josée Dayan : Maria Golovina

### Réalisatrice
- 2017 : Adieu, mon chéri ! (Прощай, любимый!), court-métrage de 8'[28]

## Distinctions
- David di Donatello de la meilleure actrice en 2007 pour L’Inconnue (La sconosciuta).
- Coupe Volpi de la meilleure interprétation féminine en 2009 pour L'Heure du crime (La doppia ora).
- Prix Stanislavski lors du Festival international du film de Moscou 2013